# Prosphileurus liberianus
Prosphileurus liberianus är en skalbaggsart som beskrevs av Carl August Dohrn 1875. Prosphileurus liberianus ingår i släktet Prosphileurus och familjen Dynastidae. Inga underarter finns listade i Catalogue of Life.